# Нечволодов Олександр Дмитрович
Олекса́ндр Дми́трович Нечволодов (*25 березня 1864 — †25 грудня 1938, Париж) — військовик, контррозвідник і громадський діяч, історик. Дійсний член Імператорського російського військово-історичного товариства, автор 4-хтомника «Сказание о Русской земле».
Батько О. Д. Нечволодова — з Катеринославської губернії.
О. Д. Нечволодов закінчив 2-гу Петербурзьку військову гімназію.
Після громадянської війни емігрував у Францію. Помер в Парижі та похований на кладовищі Сен-Женев'єв де Буа.

## Праці
- «От разорения — к достатку», 1906
- «Русские деньги», СПб., 1907.
- «Сказания о русской земле» (1-4 т.)